# Robert Trösch
Robert Trösch, de son vrai nom Robert Kohli (né le 25 novembre 1911 à Zurich, mort le 14 janvier 1986 à Berlin-Est) est un acteur et réalisateur suisse.

## Biographie
Robert Trösch est un autodidacte et commence dans le théâtre de marionnettes à Zurich. Trösch est un partisan du communisme, il va à Berlin au début des années 1930 et intègre la Truppe 1931 de Gustav von Wangenheim. Après la prise du pouvoir par les nazis, il revient en Suisse. Il travaille un temps comme ouvrier agricole jusqu'à ce qu'Erika Mann l'engage dans le cabaret Die Pfeffermühle. En 1936, il appartient à l'ensemble du Schauspielhaus de Zurich. Il est plus en lien avec les Allemands émigrés. En 1936, il participe au film Kämpfer, film antifasciste réalisé par Gustav von Wangenheim et produit par l'Union soviétique.
Entre 1933 et 1943, Trösch joue dans des films suisses, notamment de Leopold Lindtberg. Au sein du Schauspielhaus de Zurich, se forme un groupe en 1942, le Nationalkomitee Freies Deutschland. Grâce aux liens qu'il noue avec ce lien, Trösch s'en va en Allemagne de l'Est en 1946 et joue dans des théâtres berlinois comme le Distel. De 1950 à 1952, il dirige la nouvelle scène à la Haus der Kultur der Sowjetunion. En RDA, il joue au cinéma et réalise pour la télévision.
Robert Trösch a longtemps eu pour compagne Georgia Kullmann.

## Filmographie sélective
En tant qu'acteur
- 1933 : Wie d’Warret würkt
- 1935 : Ja sooo!
- 1936 : Kämpfer
- 1938 : Le Fusilier Wipf
- 1939 : L'Inspecteur Studer
- 1940 : Dilemma
- 1941 : Landammann Stauffacher
- 1941 : Margritli und d’Soldate – Ernstes und Heiteres aus der Grenzbesetzung
- 1943 : Wilder Urlaub
- 1948 : Und wieder 48
- 1950 : Saure Wochen – frohe Feste
- 1952 : Romance d'un jeune couple
- 1954 : Ernst Thälmann – Sohn seiner Klasse
- 1955 : Star mit fremden Federn
- 1960 : Flucht aus der Hölle (série télévisée)
- 1970–1971 : Zollfahndung (série télévisée)
- 1971 : Optimistische Tragödie (téléfilm)
- 1973 : Aus dem Leben eines Taugenichts
- 1976 : Nelken in Aspik
- 1976 : Der Lampenschirm (téléfilm, aussi réalisation)
- 1983 : Insel der Schwäne

## Source de la traduction
- (de) Cet article est partiellement ou en totalité issu de l’article de Wikipédia en allemand intitulé « Robert Trösch » (voir la liste des auteurs).